# 黄秀桥站
黄秀桥站是一个京广线上的铁路车站，位于湖南省岳阳县黄沙街镇黄秀村，建于1937年，目前为四等站，邮政编码为414111。目前客运：不办理旅客乘降；不办理行李、包裹托运；货运：办理整车货物发到。